# Bad Trip (film, 2021)
Pour les articles homonymes, voir Bad trip (homonymie).
Pour plus de détails, voir Fiche technique et Distribution.
Bad Trip est un film américain réalisé par Kitao Sakurai, sorti en 2021. Il a été tourné en caméra cachée.

## Synopsis
Deux amis font un road trip entre Miami et New York.

## Fiche technique
- Titre : Bad Trip
- Réalisation : Kitao Sakurai
- Scénario : Eric André, Kitao Sakurai, Andrew Barchilon, Dan Curry et Derrick Beckles
- Musique : Ludwig Göransson et Joseph Shirley
- Photographie : Andrew Laboy
- Montage : Sascha Stanton Craven, Matthew Kosinski et Caleb Swyers
- Production : Eric André, David Bernad, Ruben Fleischer et Jeff Tremaine
- Société de production : Orion Pictures, Bron Studios et Creative Wealth Media Finance
- Pays :  États-Unis
- Genre : Comédie
- Durée : 86 minutes
- Dates de sortie : 
  - États-Unis : 26 mars 2021 sur (Netflix)
  - France : 26 mars 2021 sur (Netflix)

## Distribution
- Eric André (VF : Alex Fondja) : Chris Carey
- Lil Rel Howery (VF : Mohad Sanou) : Bud Malone
- Michaela Conlin (VF : Chantal Baroin) : Maria Li
- Tiffany Haddish (VF : Corinne Wellong) : Trina Malone

Source et légende : Version française (V. F.) sur RS Doublage

## Accueil
Le film a reçu un accueil favorable de la critique. Il obtient un score moyen de 61 % sur Metacritic.